# Red Skelton
Pour les articles homonymes, voir Skelton.
Red Skelton, né le 18 juillet 1913 à Vincennes (Indiana) et mort le 17 septembre 1997 à Rancho Mirage, en Californie, est un acteur américain. Il était franc-maçon . Il anima de 1951 à 1970 l'émission The Red Skelton Show soit sur NBC ou sur CBS. Il a son nom sur l'Hollywood Walk of Fame.

## Filmographie partielle
- 1938 : Vacances payées (Having Wonderful Time) d'Alfred Santell : Itchy Faulkner
- 1940 : L'Appel des ailes (Flight Command), de Frank Borzage
- 1941 : Divorce en musique (Lady Be Good) de Norman Z. McLeod : Joe 'Red' Willet
- 1941 : Whistling in the Dark de S. Sylvan Simon : Wally Benton
- 1942 : Croisière mouvementée (Ship Ahoy) de Edward Buzzell : Merton K. Kibble
- 1942 : Panama Hattie de Norman Z. McLeod, Roy Del Ruth et Vincente Minnelli : Red
- 1943 : La Du Barry était une dame (Du Barry Was a Lady) de Roy Del Ruth : Louis Blore / King Louis XV
- 1943 : La Bête (Whistling in Brooklyn) de S. Sylvan Simon
- 1943 : La Parade aux étoiles (Thousands Cheer), de George Sidney
- 1944 : Mademoiselle ma femme (I Dood It) : Joseph « Joe » Rivington Renolds
- 1944 : Le Bal des sirènes (Bathing Beauty) de George Sidney : Steve Elliot
- 1945 : Ziegfeld Follies de Vincente Minnelli : J. Newton Numbskull, un présentateur
- 1946 : Le Vantard (The Show-Off) de Harry Beaumont : J. Aubrey Piper
- 1948 : Mon héros (A Southern Yankee) d'Edward Sedgwick : Filmore
- 1949 : La Fille de Neptune (Neptune's Daughter) d'Edward Buzzell : Jack Spratt
- 1950 : Amour et Caméra (Watch the Birdie) de Jack Donohue
- 1950 : Trois Petits Mots (Three Little Words) de Richard Thorpe : Harry Ruby
- 1951 : Carnaval au Texas (Texas Carnival) de Charles Walters : Cornie Quinell
- 1952 : Les Rois de la couture (Lovely to Look at) : Al Marsh
- 1956 : Le Tour du monde en quatre-vingts jours (Around the World in Eighty Days) de Michael Anderson : L’ivrogne au saloon

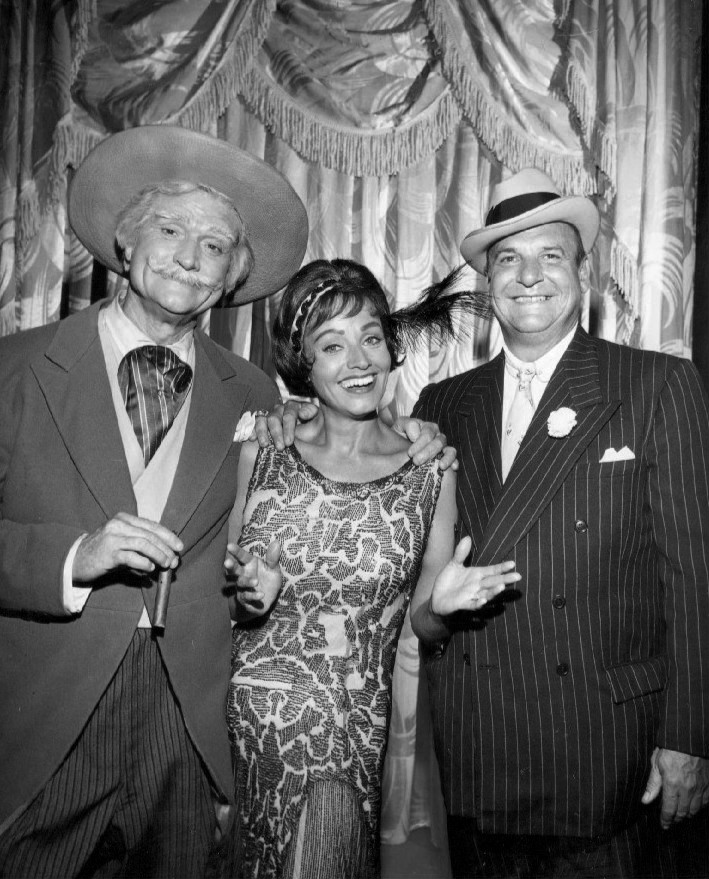
Red Skelton, Kay Starr et Jackie Coogan en 1962 au Red Skelton Show.

- 1960 : L'Inconnu de Las Vegas (Ocean's Eleven) de Lewis Milestone : 	Gambler (Caméo)
- 1965 : Ces merveilleux fous volants dans leurs drôles de machines (Those Magnificent Men in their Flying Machines ...) de Ken Annakin : Homme de Néanderthal

## Critique
- « Comique attitré des comédies musicales de la MGM, il fait encore rire les spectateurs de bonne volonté par des pitreries plutôt laborieuses mais qui méritent sympathie »[2].